# Cameron Mitchell
Cameron Mitchell je fiktivní postava z televizního seriálu Hvězdná brána. Ztvárnil jej Ben Browder. V seriálu působil v jeho deváté a desáté řadě, kdy byl jednou z hlavních postav. Poprvé se představil v hodnosti podplukovníka v dvojdíle „Avalon“, úvodní epizodě deváté série, kdy se stal novým velitelem týmu SG-1. Ve filmu Hvězdná brána: Návrat vystupoval už jako plukovník.

## Fiktivní biografie
Mitchell je nováček v týmu SG-1 a dal tak zbytek týmu dohromady po vítězství nad Goa'uldy a Replikátory. Zaujal místo generála O'Neilla, který se rozhodl odejít do Pentagonu. Společně s plukovníkem Samanthou Carterovou mají stejnou hodnost, ale celý tým je skutečně skvěle sehraný bez rozdílu hodnosti, což z nich dělá nejlepší jednotku SGC.
Cameron Mitchell se narodil v roce 1970 Frankovi a Wendy Mitchellovým. Vyrůstal v Auburnu v Kansasu. Jeho babička byla velmi zbožnou křesťankou. Jeho dědeček byl kapitánem lodi Achilles, která přepravovala Hvězdnou bránu z Egypta do Spojených států v roce 1939. Jeho otec Frank byl testovací pilot, který přišel při nehodě o obě nohy. Cameron se rozhodl stát se pilotem, právě jako jeho otec.
Během studia na střední škole byl šíleně zamilovaný do spolužačky Amy Vanderburgové. Na letecké akademii se učil šermu, ale z tohoto předmětu propadl.
Cameron byl původně pilotem stíhačky F-302, jejichž letku vedl v boji nad Antarktidou proti Anubisově flotile. S jeho pomocí se podařilo Anubise zničit. Jeho stíhačka však byla sestřelena a jemu samému hrozilo ochrnutí. S velkou trpělivostí se ale vzpamatoval a za své zásluhy si mohl vybral jakékoliv místo, kde by chtěl sloužit. Vybral si SG-1 a byl tak tím, který jej dal opět dohromady. Se souhlasem nadřízených do něj s radostí zařadil i Valu Mal Doran, která se po nuceném pobytu u SGC na Zemi zabydlela. Cameron je typický příslušník Letectva Spojených států, který má vynikající taktické a bojové schopnosti, neotřelý smysl pro humor, kterým nahradil Jacka O'Neilla.